# Shopping Around
Shopping Around är en EP av det svenska skatepunkbandet Stoned, utgiven 1997.

## Låtlista
1. "Shopping Around"
2. "Nothing"
3. "Touch Too Much" (AC/DC)
4. "Forever Young" (Alphaville)

### Fotnoter
1. ↑  ”Stoned”. Svensk mediedatabas. http://smdb.kb.se/catalog/search?q=stoned+shopping&x=0&y=0. Läst 4 april 2012.